# Chalybion sumatranum
Chalybion sumatranum är en biart som först beskrevs av Franz Friedrich Kohl 1884.
Chalybion sumatranum ingår i släktet Chalybion och familjen grävsteklar. Inga underarter finns listade i Catalogue of Life.